# Curimata ocellata
Curimata ocellata är en fiskart som först beskrevs av Eigenmann och Eigenmann, 1889.  Curimata ocellata ingår i släktet Curimata och familjen Curimatidae. Inga underarter finns listade i Catalogue of Life.